# Diocesi di Elefantaria di Mauritania
La diocesi di Elefantaria di Mauritania (in latino Dioecesis Elephantariensis in Mauretania) è una sede soppressa e sede titolare della Chiesa cattolica.

## Storia
Elefantaria di Mauritania, identificabile con le rovine di Harrach nell'odierna Algeria, è un'antica sede episcopale della provincia romana della Mauritania Cesariense.
Unico vescovo conosciuto di questa diocesi africana è Bassino (o Vassino), il cui nome appare al 96º posto nella lista dei vescovi della Mauritania Cesariense convocati a Cartagine dal re vandalo Unerico nel 484; Bassino era già deceduto in occasione della redazione di questa lista.
Morcelli attribuisce a questa diocesi anche il vescovo Miggino, che tuttavia appartiene alla diocesi omonima di Elefantaria di Proconsolare.
Dal 1933 Elefantaria di Mauritania è annoverata tra le sedi vescovili titolari della Chiesa cattolica; dall'8 luglio 2025 il vescovo titolare è Matthew Kwang-Hee Choi, vescovo ausiliare di Seul.

## Cronotassi

### Vescovi residenti
- Vassino † (menzionato nel 484)

### Vescovi titolari
- Herman Jan van Elswijk, C.S.Sp. † (15 dicembre 1966 - 13 agosto 1976 dimesso)
- Leonard Zamora Legaspi, O.P. † (25 giugno 1977 - 20 ottobre 1983 nominato arcivescovo di Cáceres)
- Gilberto Délio Gonçalves Canavarro dos Reis (29 ottobre 1988 - 23 aprile 1998 nominato vescovo di Setúbal)
- Dominique Bulamatari Kizayakana † (29 ottobre 1999 - 14 novembre 2009 nominato vescovo di Molegbe)
- Angelo Moreschi, S.D.B. † (5 dicembre 2009 - 25 marzo 2020 deceduto)
- Jacques Assanvo Ahiwa (5 maggio 2020 - 25 luglio 2024 nominato arcivescovo di Bouaké)
- Matthew Kwang-Hee Choi, dall'8 luglio 2025